# Kyla Cole

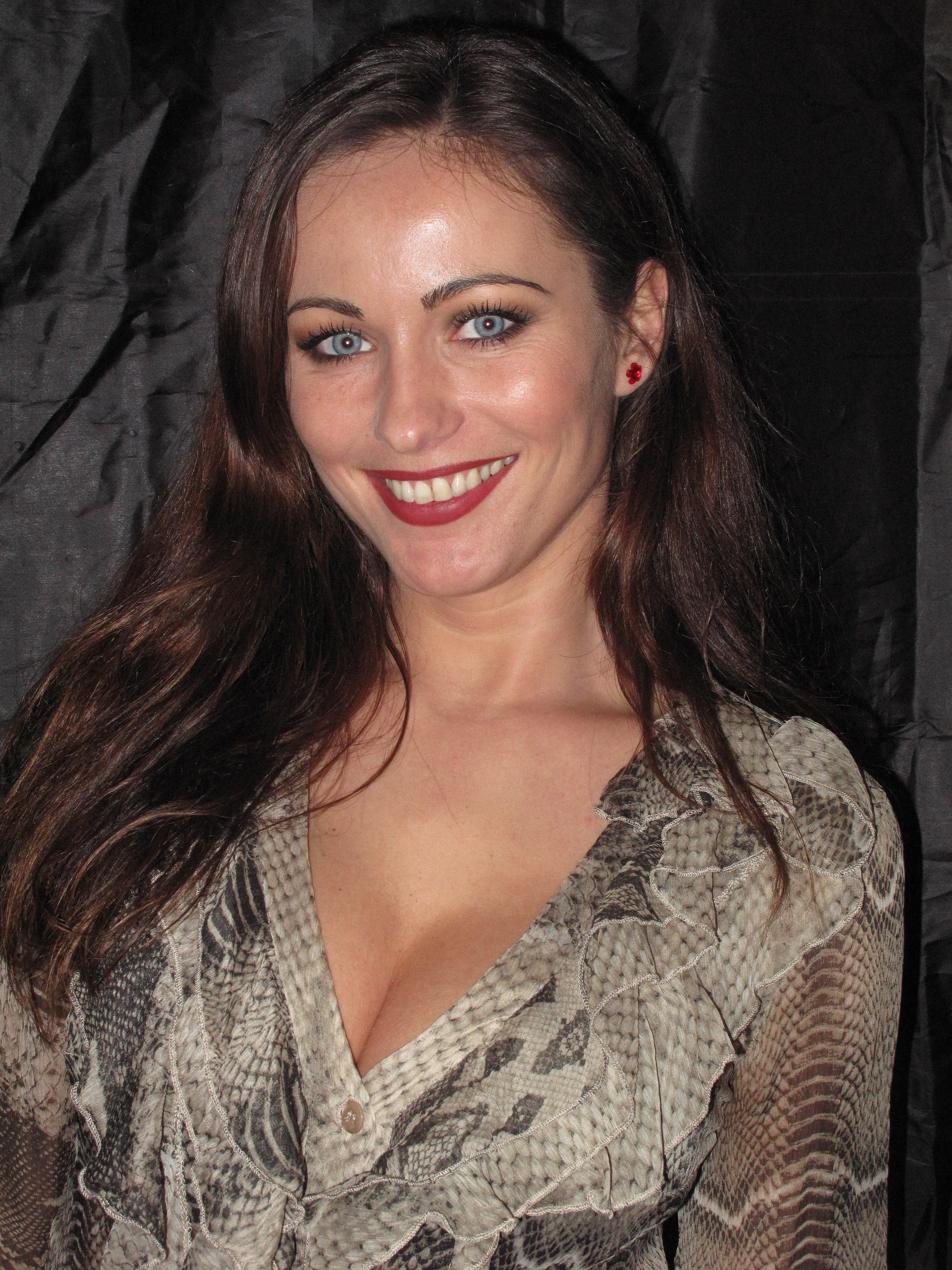
Kyla Cole, 2010

Kyla Cole (* 10. November 1978 in Ostrovany bei Prešov; eigentlich Martina Jacová) ist ein slowakisches Model, Modedesignerin und Aktmodell.

## Leben
Kyla Cole studierte ursprünglich Modedesign und zog im Alter von 19 Jahren nach Prag. Bereits hier machte sie erste Aufnahmen als Fotomodell. Sie startete ihre Karriere als Erotikmodel im Jahr 1999 und wurde im März 2000 als erste Slowakin zum Penthouse Pet of the month gewählt. Seitdem war sie auf den Titelseiten von über 30 Erotikmagazinen weltweit abgebildet, darunter Cheri und Oui. Im Jahr 2000 nahm sie an den Fotoaufnahmen zum Feature Olympia 2000 in der US-Ausgabe des Playboys teil.
Sie trat in den Filmen Blond & Brunettes, Exhibitionists (2001) und The Villa (2002) des Altmeisters des luxuriösen Pornofilms Andrew Blake auf. In der Penthouse-Produktion Pets in paradise aus dem Jahr 2001 wirkte sie mit. Von August 2003 bis April 2004 kehrte sie in die Slowakei zurück, um dort das wöchentliche Erotikmagazin Laskanie (Streicheln) des größten slowakischen Privatsenders TV Markíza zu moderieren.
Kyla Cole engagiert sich für ein Waisenhaus in Šarišské Michaľany, Slowakei, einer nahe ihres Geburtsorts gelegenen Gemeinde. Sie lebt in Prag.

## Auftritte (Auswahl)
- 1999: Karrierebeginn als Erotikmodel.
- März 2000: Erstes slowakisches Pet of the Month im US-Penthouse.
- 2000: Mitwirkung in einer Fotoserie Olympic Games für den US-Playboy.
- 2000–2004: Zahllose Auftritte in Erotikmagazinen, oft als Blickfang auf dem Cover.
- September 2002: Layout für den tschechischen Playboy.

## Auszeichnungen und Preise
- 1999: Miss Monticello Raceway (NY, USA)
- 2000: Miss Hawaiian Tropic of West Palm Beach (FL, USA)
- 2001: Miss Wet Shirt, Radio Kiss Mähren

## Filmografie
- 2001: Exhibitionists
- 2001: Blond & Brunettes
- 2001: Penthouse – Pets in Paradise
- 2002: The Villa
- 2006: Sultry – A Carnal Compilation